# Egon Ledeč
Egon Ledeč (geboren 16. März 1889 in Kostelec nad Orlicí, Kronland Böhmen; gestorben 24. Oktober 1944 im KZ Auschwitz) war ein tschechoslowakischer Violinist und Komponist.

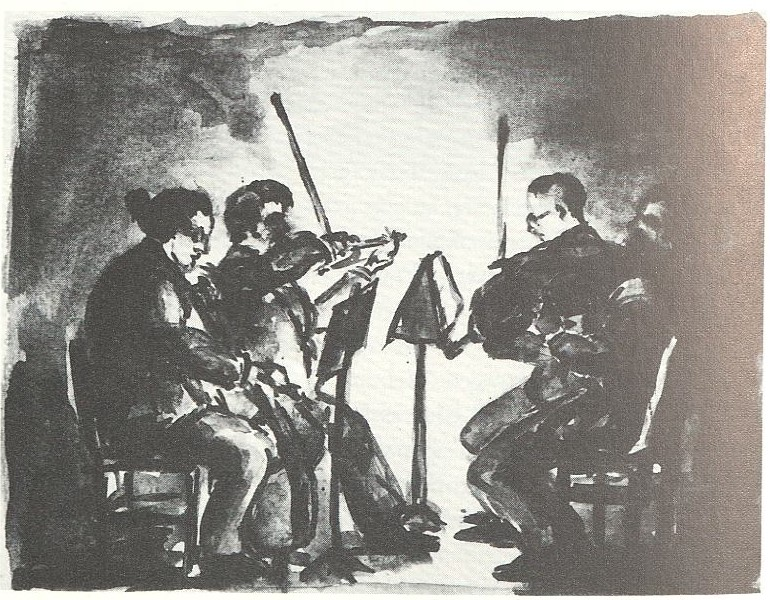
Felix Bloch: Ledeč-Quartett

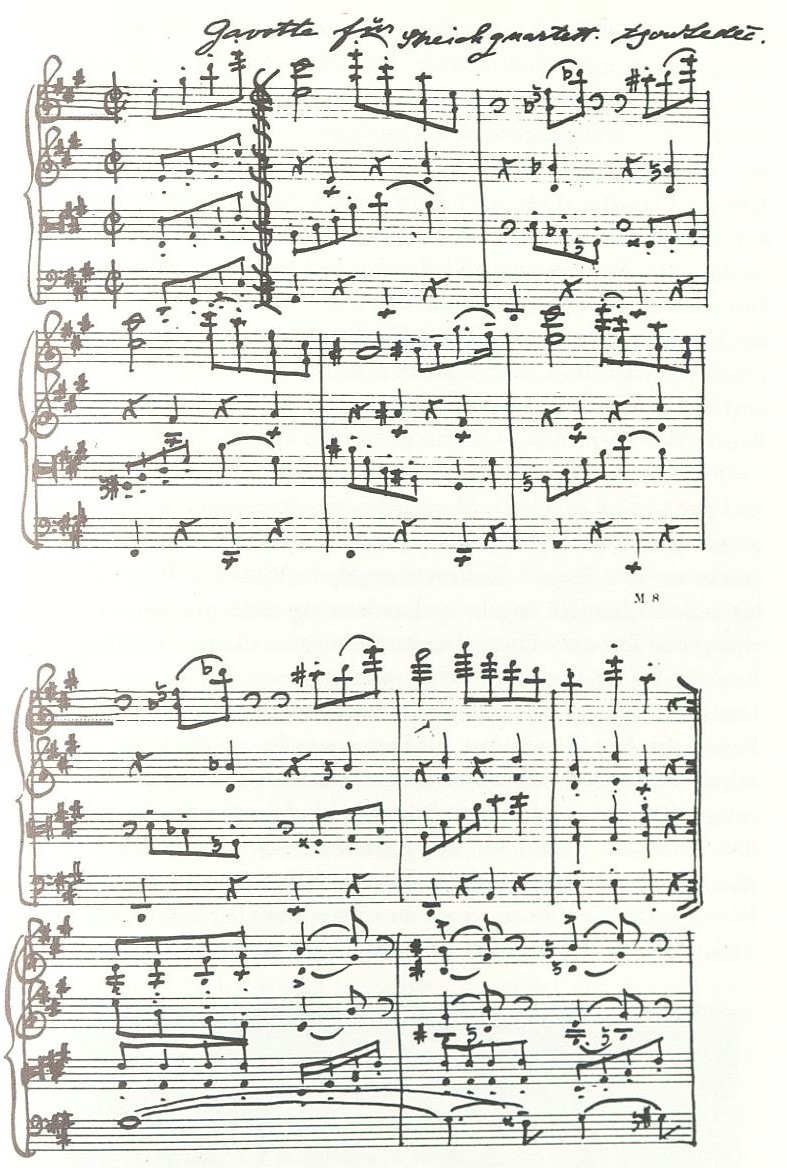
Gavotte

## Leben
Egon Ledeč war ein Sohn des Samuel Ledeč und der Luisa Stasna. Er studierte Violine am Prager Konservatorium bei Otakar Ševčík und bei Jaroslav Kocian. Er wurde Mitglied der Tschechischen Philharmonie und wurde 1927 zum zweiten Konzertmeister berufen. Ledeč trat auch als Solist und als Kammermusiker auf. Ledeč komponierte im klassischen Stil Salonmusik. Er vertonte das Antikriegsgedicht Žasnoucí voják Solidní stav von Fráňa Šrámek. 
Nach der Zerschlagung der Tschechoslowakei 1939 wurde er als Jude in seinem Orchester zunächst degradiert und dann entlassen. Ledeč wurde 1941 im Ghetto Theresienstadt inhaftiert, wo er ein Streichquartett gründete, dessen Besetzung aufgrund der Deportationen mehrmals wechselte. In der zweiten Besetzung spielten neben ihm als Primarius die Brüder Viktor Kohn, Bratsche, und Walter Kohn, Cello, sowie Julius Stwertka, 2. Violine. Ledeč erschien 1944 als Konzertmeister in Karel Ančerls Orchester im NS-Propagandafilm Theresienstadt, für den die Darsteller zur Mitwirkung gezwungen wurden. Mit Alice Herz-Sommer führte er im Ghetto Beethoven-Sonaten auf.
Am 16. Oktober 1944 wurde er mit den ebenfalls in Theresienstadt inhaftierten Musikern Gideon Klein, Viktor Ullmann, Rafael Schächter und Franz Eugen Klein in das KZ Auschwitz deportiert, wo sie ermordet wurden.